# Torre Cepsa
Torre Cepsa (произносится То́рре се́пса) — офисный небоскрёб на Пасео-де-ла-Кастельяна в деловом районе «Четыре башни», Мадрид, Испания. Ранее известен под названиями Torre Repsol, Torre Caja Madrid, Torre Foster и Torre Bankia.
По состоянию на 2014 год занимает 12-ю строчку в списке самых высоких зданий Европы, 4-ю в списке самых высоких зданий Евросоюза и 1-ю в списке самых высоких зданий Испании, превышая соседа, Стеклянную башню, на метр.
Первоначально это здание выбрала для себя в качестве штаб-квартиры газо-нефтяная компания Repsol, однако ещё в процессе строительства она подыскала себе другой небоскрёб, и поэтому в июле 2007 года башня была продана банку Caja Madrid за 815 миллионов евро.
В 2008 году Torre Cepsa заняла 4-е место, не войдя в тройку получателей награды Emporis Skyscraper Award.

## Базовая информация
- Высота (максимальная) — 249,89 метров, по верхнему этажу — 215 метров; длина — 52,02 метра, ширина — 22,68 метра
- 45 надземных и 5 подземных этажей (парковка на 1150 машино-мест)
- 19 лифтов
- Площадь помещений — 56 250 м²
- Архитектор — Норман Фостер[3]